# Hồi sinh và Hiện đại hóa Hạm đội
Hồi sinh và Hiện đại hóa Hạm đội (tiếng Anh: Fleet Rehabilitation and Modernization – viết tắt FRAM) là chương trình của Hải quân Hoa Kỳ nhằm kéo dài vòng đời hoạt động những tàu khu trục thời Thế Chiến II khi chuyển đổi vai trò tấn công mặt biển của chúng sang nhiệm vụ săn tàu ngầm. Chương trình FRAM cũng bao gồm cả tàu sân bay, tàu tuần dương,  tàu ngầm, tàu đổ bộ và tàu phụ trợ. Lực lượng Tuần duyên Hoa Kỳ cũng sử dụng thuật ngữ này vào những năm 1980 cho đợt nâng cấp các tàu cutter lớp Hamilton của họ.

## Bối cảnh
Chương trình được khởi đầu bởi Đô đốc Arleigh Burke nhằm đối phó lại một dự đoán cho thấy Liên Xô sẽ có một lực lượng khoảng 300 tàu ngầm hiện đại vào năm 1957. Hải quân Hoa Kỳ không thể chế tạo đủ số lượng tàu khu trục hộ tống (tàufrigate sau năm 1975) và các tàu có khả năng chống ngầm khác để đối phó mối đe dọa này, vì đã dành ưu tiên cho tàu frigate (tàu tuần dương sau năm 1975) và tàu sân bay mới có khả năng phòng không. Vì vậy Burke tìm đến phương cách cải biến hạm đội tàu khu trục thời Thế Chiến II sẵn có vốn đang nhanh chóng lỗi thời.
Đô đốc Burke chỉ đạo một báo cáo đệ trình lên Quốc hội dưới tên gọi "The Aging Fleet." Ý tưởng về Chương trình FRAM chỉ là một trong sáu phương án được đề xuất cho một ủy ban đặc biệt đối phó vấn đề tình trạng vật chất xuống cấp của những tàu chiến được chế tạo thời Thế Chiến II. Những phương án được đưa ra, theo thứ tự được ưu chuộng là:
1. Đóng tàu mới,
2. Dành nhiều thời gian hơn cho bảo trì,
3. Đại tu rộng rãi hơn,
4. Dành thêm kinh phí cho việc bảo trì,
5. Huấn luyện thêm cho nhân sự bảo trì, hoặc
6. Tạo một chương trình hồi sinh và hiện đại hóa quy mô lớn nhằm lấp đầy khoảng trống cho đến khi chế tạo tàu mới.

Bộ trưởng Hải quân Thomas S. Gates đạt được đồng thuận cho giải pháp sau cùng với Bộ trưởng Quốc phòng Neil Hosler McElroy vào ngày 11 tháng 11 năm 1958.